# Ask Me (canción de Elvis Presley)
"Ask Me" ("Pregúntame") es una canción grabada por Elvis Presley en 1964. Se trata de una versión en inglés de la canción italiana "Io"  de Domenico Modugno. En 1964 Elvis Presley editó su versión en formato de sencillo con "Ain't That Loving You Baby" ("¿No es eso amarte, nena?") en el otro lado. Ambos temas aparecen en en el álbum compilado de RCA Víctor de 1968 Elvis' Gold Records Volume 4.
"Ask Me" fue una nueva incursión de Elvis en las canciones italianas,que en esta ocasión grabase en el ya legendario estudio B de RCA en Nashville, Tennessee en lo que se conoce como "sesiones perdidas" porque no llegaron a editarse todas las grabaciones registradas en un solo álbum de larga duración. 
El tema versionado por Presley en la adaptación al idioma inglés hecha por Bill Giant, Bernie Baum y Florence Kaye entró en la lista Billboard Hot 100 alcanzando el puesto # 12 y el sencillo resultó ser un éxito en el mercado, especialmente por el empuje del tema de rock and roll y swing "Ain't That Loving You Baby"  escindiendose con más de 700.000 copias vendidas.

## Letra
La letra corresponde a la de una típica canción amorosa en la cual el interlocutor alude a su interés amoroso con promesas de amor a largo plazo, fidelidad y un compromiso sobre su persona 
Ask me if I wanted to caress you
And I'd confess
Ask me if I'm longing to possess you
I'll answer yes 

## Temas del sencillo
1. "Ain't That Loving You Baby" (2:20) — Elvis Presley
2. "Ask Me" (2:07) — Elvis Presley con coros de The Jordanaires

## Listas
| Listas (1964)         | Posición alcanzada |
| --------------------- | ------------------ |
| Bélgica (Ultratop 50) | 14                 |
| Billboard Hot 100     | 12                 |
| Canadá                | 3                  |
| Keener                | 5                  |
| US Radio 112          | 2                  |